# Harbona

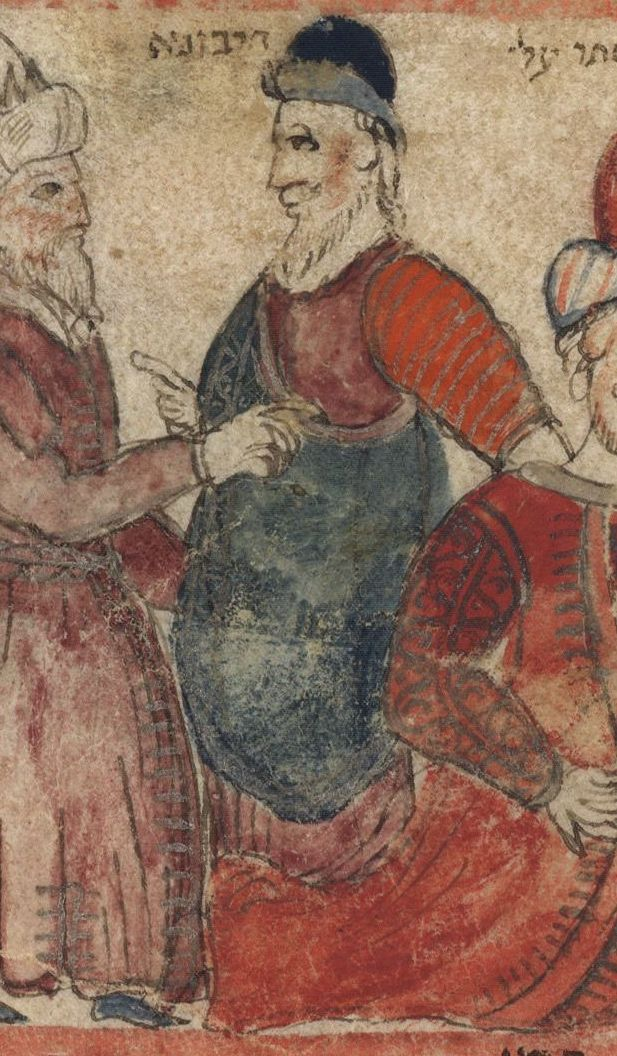

Harbona foi um dos sete oficiais da corte do rei Assuero, enviados para transmitir a palavra do rei à rainha Vasti, para que comparecesse perante ele. Mais tarde ele sugeriu que Hamã fosse enforcado na mesma em que ele havia preparado para Mordecai.
De acordo com R. Eleazar (Meg. 16a), Harbona inicialmente era um aliado de Hamã, mas, vendo que sua trama havia fracassado, o abandonou. Também é dito que o profeta Elias apareceu para o rei Assuero disfarçado de Harbona, e que, portanto, Harbona deveria ser lembrado para sempre. Uma peça litúrgica para Purim, começando com "Shoshannat Ya'aḳob", termina com as palavras "e que Harbona também seja lembrado para sempre".